# Matariki

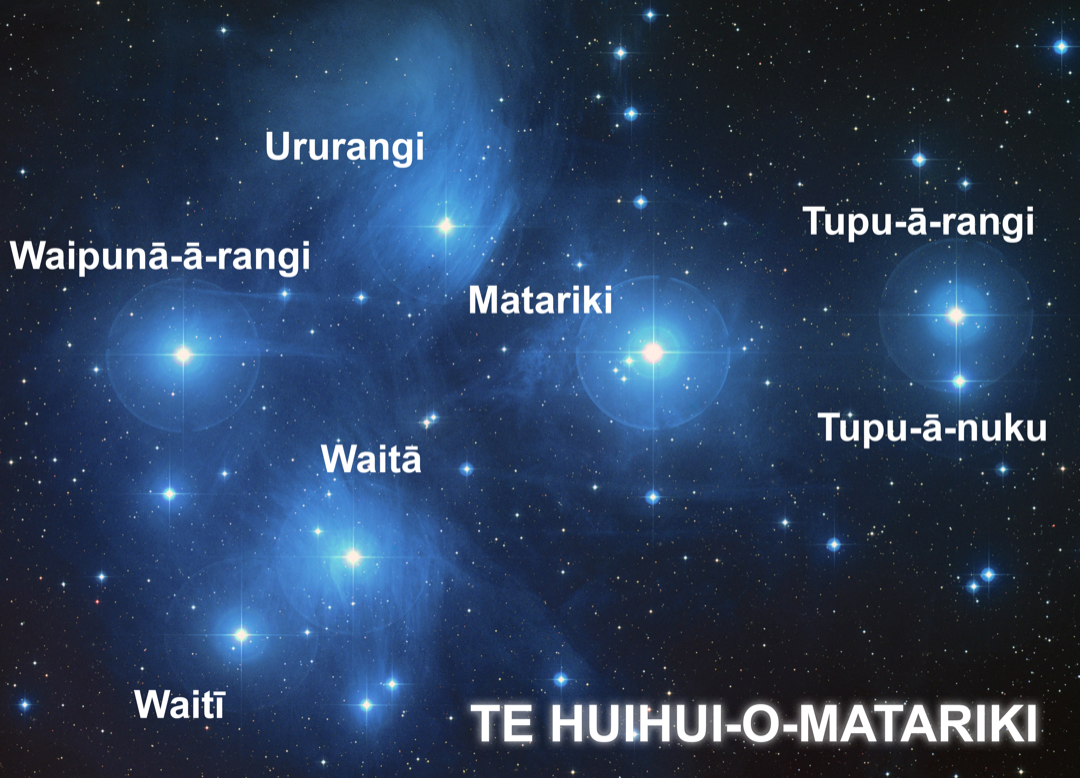
Plejaden

Matariki ist in der Sprache der neuseeländischen Māori die Bezeichnung für den Sternhaufen Plejaden und der Name eines Feiertags. In Neuseeland (Aotearoa) ist Matariki ein gesetzlicher Feiertag seit 2022. Dieser Neujahrstag wurde erstmalig von der Matariki Advisory Group auf den Freitag, 24. Juni 2022 festgelegt.

## Beschreibung
Die Stellung dieser Sternenkonstellation im Verlaufe des Jahres war in der polynesischen Māori-Kultur bedeutsam für die Festlegung der korrekten Termine von Aussaat und Pflanzung. Auch wird angenommen, dass sie in der polynesischen Navigation eine Rolle spielten. Das Wort leitet sich wahrscheinlich von Mata-riki („kleine Augen“) ab, eine alternative Deutung bezieht sich auf Mata-ariki („Augen Gottes“). In Samoa ist es unter der Bezeichnung  Mataliʻi, auf Tahiti als Matariʻi und in Hawaii als Makaliʻi bekannt.
Wenn der heliakische Aufgang der Plejaden und Rigels am nächtlichen Himmel im späten Mai oder frühen Juni kurz vor Sonnenaufgang stattfindet (Morgenerst), bedeutet dies in der Zeitrechnung der Māori, dass das alte Jahr endet und ein neues beginnt. Die dann stattfindenden Neujahrsfeiern variieren in ihrem genauen Datum gemäß den unterschiedlichen Gebräuchen der Iwi, den unterschiedlichen Volksstämmen der Māori. Einige Iwi feiern es sofort, andere warten bis zum nächsten Vollmond, wiederum andere begehen es erst zum folgenden Neumond. Es ist für verschiedene private wie öffentliche Institutionen in Neuseeland deshalb üblich geworden, während einer ganzen Woche oder gar eines vollen Monats irgendwann zwischen beginnendem Juni und spätem Juli Matariki zu feiern. Es gibt auch Iwi, die sich auf eine ähnliche Weise an den Zeiten des aufgehenden Rigel orientieren.
In den alten Zeiten war Matariki eine Zeit des Feierns und dafür, den Boden für Bepflanzung und Aussaat vorzubereiten. Opfer der Landesprodukte wurden den Göttern dargeboten, hier nicht zuletzt an Rongo, einer bedeutenden Gottheit des Landbaus. Diese Zeit des Jahres wurde auch besonders dafür genutzt, junge Leute in die Pflege des Landes und der Wälder einzuführen. Auch für die Jagd hatte sie ihre Bedeutung, denn bestimmte Vogelarten und Fische konnten in diesem Zeitraum besonders leicht erbeutet werden.

## Feiertag
Von Zeit zu Zeit wurden Versuche unternommen, Matariki in Neuseeland den Status eines offiziellen Feiertags zu verleihen. Besonders die Kommission zur Erhaltung der Māorischen Sprache (Māori Language Commission) sieht sich als Speerspitze dieser Bestrebung, da sie davon ausgeht, dass dies einer Wiederbelebung der alten Sprache förderlich sein werde.
Der Festlegung der vorgeschlagenen Feiertage dient die Regel des ersten Neumonds nach dem Aufgang der Plejaden. Dies sind 8. Juni 2005, 27. Juni 2006, 16. Juni 2008, 24. Juni 2009, 14. Juni 2010, 4. Juni 2011, 21. Juni 2012, 28. Juni 2014, 18. Juni 2015, 6. Juni 2016, 25. Juni 2017, 15. Juni 2018, 5. Juni 2019, 22. Juni 2020.
Premierministerin Jacinda Ardern kündigte im Februar 2021 an, dass Matariki ein offizieller Feiertag in Neuseeland werden solle und löst damit eines ihrer Wahlversprechen ein. Zum ersten Mal wurde am 24. Juni 2022 das Neujahrsfest der Māori offiziell als Feiertag gefeiert. Seit 2022 wird Matariki auch in Neukaledonien offiziell gefeiert, um die Verwandtschaft der großen pazifischen Gemeinschaft zu zelebrieren. Der Feiertag wird vom Datum her variieren, soll aber immer auf einen Montag oder Freitag fallen. Mit Matariki hat Neuseeland nun 12 gesetzliche Feiertage.
Der zuletzt eingeführte Feiertag war Waitangi vor etwa 50 Jahren.